# Thelypteris deflexa
Thelypteris deflexa là một loài thực vật có mạch trong họ Thelypteridaceae. Loài này được (C. Presl) R.M. Tryon miêu tả khoa học đầu tiên năm 1967.